# Livgardets Kavallerikasern
För andra betydelser, se K 1.

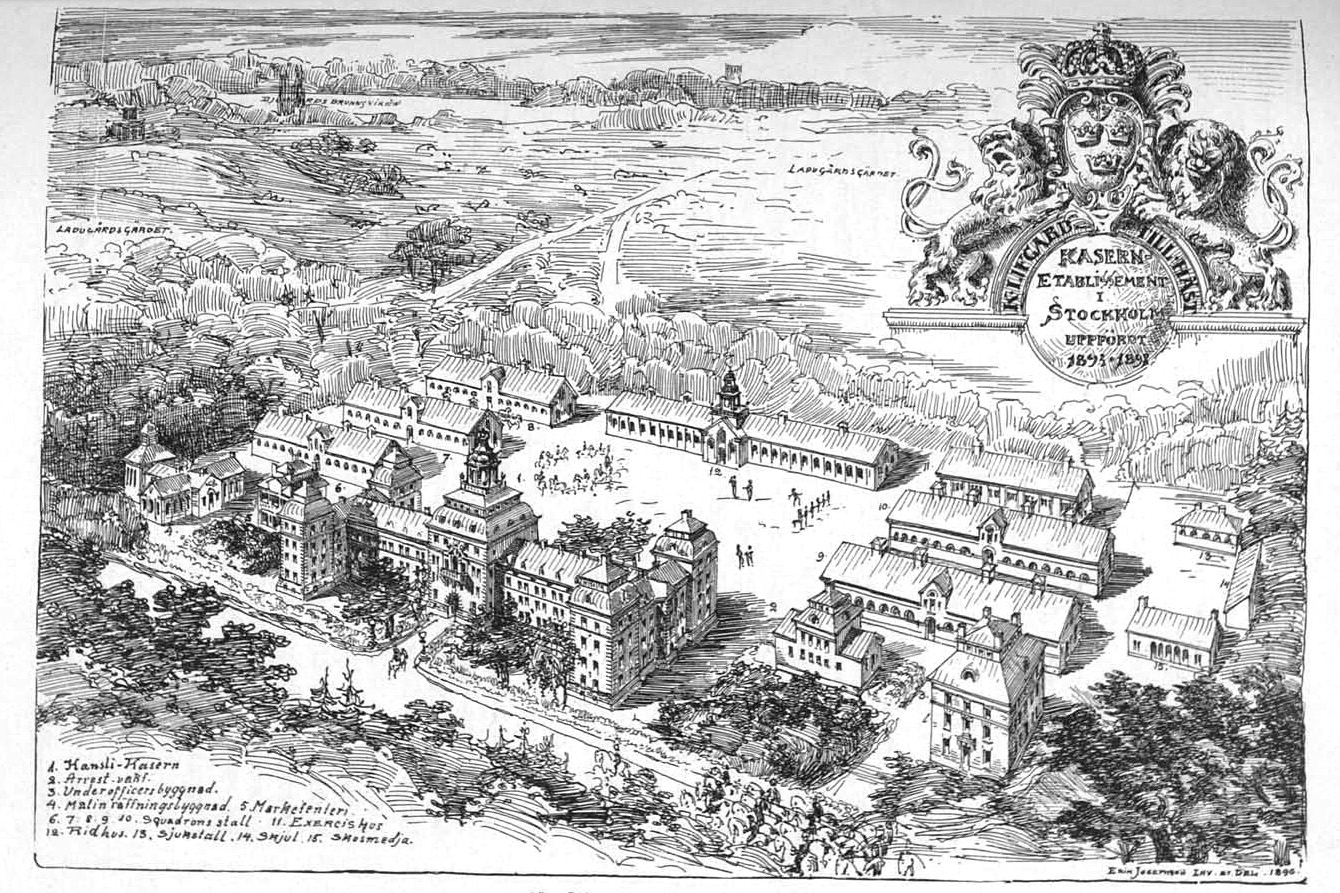
Perspektivskiss av Erik Josephson.

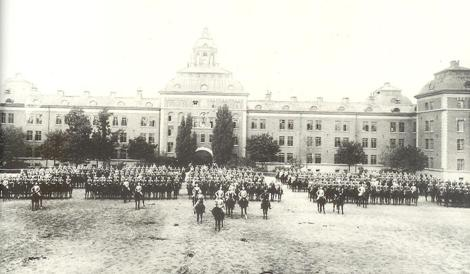
Kungliga Lifgardet till häst uppställt framför kasern 1913. Främst står sekundchefen överste Bror Munck af Fulkila.

Livgardets Kavallerikasern (K 1), även kallad Kavallerikasern, "Kavkas", är en kasern och historisk regementsbyggnad tillhörande Försvarsmakten belägen på Lidingövägen 28 på Gärdet i centrala Stockholm. KavKas är förkortning på Kavalleriets Kadett och Aspirant skola.
Kavallerikasern och dess stallar, som genomgick renovering 2005, rymmer i dag Livgardets beridna högvaktsstyrkor och Polisrytteriets hästar.
Byggnaden uppfördes åren 1893–1898 efter arkitekt Erik Josephsons ritningar, ursprungligen under namnet "Kungliga Lifgardets till häst kasern etablissement i Stockholm" efter kavalleriförbandet Livgardet till häst (K 1), vilket verkade i olika former här åren 1898–1927. Därefter verkade Livregementet till häst (K 1), en sammanslagning av Livgardet till häst (K 1) och Livregementets dragoner (K 2), i olika former på kasernområdet åren 1927–1949. Åren 1949–2000 verkade Livgardets dragoner (K 1) på kasernområdet. Numera huserar byggnaderna Livbataljonen som är en del av Livgardet (LG).
Den stora kanslibyggnadens formspråk knyter an till vasarenässansen. Materialen var tegel, granit och sandsten. Fem stallbyggnader omgav den stora kaserngården, samt ett ridhus mitt emot kanslikasernen.
Sommartid utgår härifrån den beridna vaktparaden tillhörande högvakten i Stockholm, som sedan paraderar ner via Stureplan upp till Stockholms slott.